# Josep Argemí i Campreciós
Josep Argemí i Campreciós (1881 - Esplugues de Llobregat, 18 de setembre de 1951) va ser batlle d'Esplugues de Llobregat durant el període de la Restauració comprès entre 1914 i 1923, any d'inici de la dictadura de Primo de Rivera. També fou batlle durant un breu període de la II República, comprès entre les eleccions d'abril de 1931 i la repetició dels comicis que es va haver de celebrar a Esplugues el 30 de maig del mateix any.
Va ser un personatge molt actiu al poble en el camp social, polític i cultural i és considerada una de les figures més destacades de la primera meitat del segle xx a Esplugues. Va ser un dels impulsors, i president, del Centre Cultural i Recreatiu L'Avenç. Durant la seva joventut va ser forner a Esplugues. Per les seves relacions amb el Partit Republicà Federal i el Partit Republicà Reformista va conèixer Laureà Miró i Trepat, que li facilità el càrrec de recaptador de contribucions a la zona de Sant Feliu de Llobregat, que incloïa molts municipis de Baix Llobregat, moment en què va traspassar el forn. Va morir el 18 de setembre del 1951 als 70 anys.

## Trajectòria política
Josep Argemí va ser batlle accidental d'Esplugues, en substitució de Joan Tinturé, el desembre de 1914. El primer de gener de 1916 va ser reelegit alcalde amb 8 vots en la nova constitució de l'Ajuntament, amb Josep Raventós Campaña com a primer tinent d'alcalde. El consistori també el formaven Pere Astals, Pere Malaret, Antoni Argemí, Melcior Pagès, Lluís Diví, Carles Batllori i Gaietà Canut. Durant el seu mandat el nombre d'habitants d'Esplugues es va mantenir relativament estable al voltant de 1.500 persones, es van urbanitzar algunes vies, com la carretera de Cornellà, i es va instal·lar l'electricitat al poble. Va ser destituït del càrrec el 2 d'octubre de 1923 a causa del cop d'estat de Primo de Rivera. Així, a les 12 del migdia d'aquell dia, el comandant Matías Jaime Bergé va prendre la presidència de l'Ajuntament d'Esplugues i, després de dissoldre el consistori, en va constituir un de nou i va nomenar Fèlix Brillas i Jorba nou batlle per ser el major contribuent, amb Pere Malaret com a primer tinent d'alcalde.
En les eleccions del 12 d'abril de 1931 a Esplugues de Llobregat va guanyar la candidatura d'ERC. Així, Josep Argemí va ser elegit batlle el 23 d'abril de 1931 per unanimitat, mentre que Martí Figueras i Castillo, el següent batlle, va ser nomenat primer tinent d'alcalde. Un decret del Ministeri de la Governació del 13 de maig de 1931 anul·lava les eleccions del 12 d'abril. En els nous comicis, convocats per al 31 de maig, va tornar a guanyar ERC. En la sessió plenària del 5 de juny va cessar Josep Argemí i va ser elegit com a nou batlle Martí Figueras amb 6 vots a favor, 3 en blanc i un en contra.